# Macoucheri River
Macoucheri River är ett vattendrag i Dominica.   Det ligger i parishen Saint Joseph, i den sydvästra delen av landet, 14 km nordväst om huvudstaden Roseau.